# Uhorské
Uhorské je obec v okrese Poltár v Banskobystrickém kraji na Slovensku. Leží v západní části Revúcké vrchoviny, v údolí Uhorského potoka. Nejbližší město je Poltár vzdálený 8 km na jih. Žije zde 515 obyvatel.
První písemná zmínka o obci pochází z roku 1332. V obci se nachází jednolodní barokně-klasicistní evangelický kostel z let 1803-1808 a klasicistní kúrie z první poloviny 19. století.